# IC 4934
IC 4934 ist eine Spiralgalaxie vom Hubble-Typ Scd im Sternbild Pfau am Südsternhimmel. Sie ist schätzungsweise 145 Millionen Lichtjahre von der Milchstraße entfernt und hat einen Durchmesser von etwa 65.000 Lj.
Das Objekt wurde am 24. September 1900 von DeLisle Stewart entdeckt.